# Copelatinae
Copelatinae (лат.) — подсемейство жуков-плавунцов.

## Описание
Линии тазиков задних ног, если имеются, сильно сближены по середине. Их нет у родов Lacconectus, Aglymbus и Madaglymbus. Надкрылья не закрываютщиток. Коготки на задних лапках одинаковой длины.

## Экология
Обитают в разнообразных водоёмах, включая фитотельматы бромелиевых и пальмовых листьев, и водотоках во влажных тропических и субтропических лесах.

## Систематика
До конца XX века группа рассматривалась в ранге трибы Copelatini в подсемействе Colymbetinae. Включает 540 видов из восьми родов:
- Agaporomorphus Zimmermann, 1921
- Aglymbus Sharp, 1880
- Austrelatus Shaverdo et al., 2023
- Copelatus Erichson, 1832
- Exocelina Broun, 1886
- Lacconectus Motschulsky, 1855
- Liopterus Dejean, 1833
- Madaglymbus Shaverdo and Balke, 2008
- Papuadytes Garcĺa, 2001